# Miandrivazo (stad)
Miandrivazo is een stad in Madagaskar, gelegen in de regio Menabe. De stad telt 20.102 inwoners (2005).

## Geschiedenis
Tot 1 oktober 2009 lag Miandrivazo in de provincie Toliara. Deze werd echter opgeheven en vervangen door de regio Menabe. Tijdens deze wijziging werden alle autonome provincies opgeheven en vervangen door de in totaal 22 regio's van Madagaskar.

## Infrastructuur
Naast het basisonderwijs biedt de stad zowel middelbaar als hoger onderwijs aan. Miandrivazo beschikt tevens over haar eigen luchthaven en een gerechtsgebouw.

## Economie
Landbouw en veeteelt bieden werkgelegenheid aan respectievelijk 80% en 5% van de beroepsbevolking. Het belangrijkste gewas in Miandrivazo is rijst, terwijl andere belangrijke producten bonen en maïs betreffen. In de dienstensector werkt 10% van de bevolking. Daarnaast werkt 5% van de bevolking in de visserij.